# 코렐드로
코렐드로(CorelDRAW)는 캐나다 오타와의 코렐사가 개발하여 출시한 벡터 그래픽스 편집기이다. 코렐의 그래픽스 제품군의 이름이기도 하다.

## 코렐드로 그래픽스 제품군
- 코렐드로: 벡터 그래픽스 편집 프로그램
- 코렐 포토 페인트
- 코렐 캡처
- 코렐 파워트레이스
- 비트스트림 폰트 내비게이터
- SB 프로파일러

## 버전별 읽기/쓰기 호환성
| 코렐드로 버전 | 버전별 파일 읽기 지원 | 버전별 파일 쓰기 지원   | 윈도 버전 지원                                        |
| ------------- | --------------------- | ----------------------- | ----------------------------------------------------- |
| 1             | 1                     | 1                       | 2.1 (Win30의 경우 1.2도)                              |
| 2             | 1, 2                  | 1, 2                    | 3.0                                                   |
| 3             | 1, 2, 3               | 2, 3                    | 3.0, 3.1 (권장)                                       |
| 4             | 1, 2, 3, 4            | 3, 4                    | 3.1                                                   |
| 5             | 1, 2, 3, 4, 5         | 3, 4, 5                 | 3.1                                                   |
| 6             | 3, 4, 5, 6            | 5, 6                    | 95                                                    |
| 7             | 3, 4, 5, 6, 7         | 5, 6, 7                 | 95, NT 4                                              |
| 8             | 3, 4, 5, 6, 7, 8      | 6, 7, 8                 | 95, NT 4                                              |
| 9             | 3, 4, 5, 6, 7, 8, 9   | 5, 6, 7, 8, 9           | 95, 98, NT 4                                          |
| 10            | 10 †                  | 10 ‡                    | 98, Me, NT 4, 2000                                    |
| 11            | 11 †                  | 11 ‡                    | 98, Me, NT 4, 2000, XP                                |
| 12            | 12 †                  | 12 ‡                    | 2000, XP                                              |
| X3 (13)       | X3 †                  | 7, 8, 9, 10, 11, 12, X3 | 2000, 2003, XP (32비트, 64비트), 비스타 (32비트 전용) |
| X4 (14)       | 7 ~ X4 †              | 7 ~ X4                  | XP, 비스타, 7 (32비트, 64비트)                        |
| X5 (15)       | 7 ~ X5                | 7 ~ X5                  | XP, 비스타, 7 (32비트, 64비트)                        |

† 코렐드로 10부터 X4까지는 버전 3 이후의 파일을 열 수 있으나 특정한 기능은 지원하지 않을 수도 있다.

‡ 코렐드로 10부터 X4까지 저장할 수 있는 파일 형식의 목록은 이 표에서 완전하지 않을 수 있다.

## CDR 파일 포맷

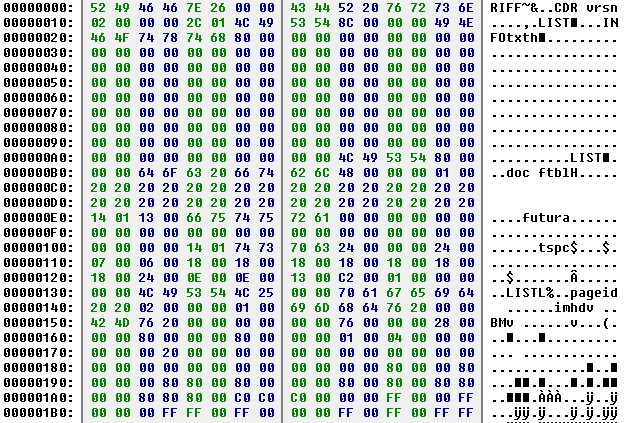
CDR 파일의 헤더 부분의 헥스 덤프. 버전 3로 작성된 RIFF 컨테이너를 보여주고 있다.

CDR 파일 포맷은 코렐이 개발한 사유 파일 형식이며 벡터 그래픽을 그리는 데에 쓰인다. 공식적으로 이용할 수 있는 CDR 파일 포맷 규격은 존재하지 않는다.

### 지원 프로그램
- 어도비 일러스트레이터 - 코렐드로 5, 6, 7, 8, 9, 10
- 코렐 페인트샵 포토 프로
- 코렐 워드퍼펙트 오피스
- 잉크스케이프 (유니컨버터 설치시 부분 지원)[3][4]
- 매크로미디어 프리핸드 - 코렐드로 7, 8
- 마이크로소프트 비지오 2002 - 코렐드로! 드로잉 파일 버전 3, 4, 5, 6, 7 (.cdr), 코렐 클립아트 (.cmx)
- sK1 - 부분 지원
- Xara 디자이너 프로 및 Xara 포토 & 그래픽 디자이너 - 초기 버전의 코렐드로 CDR 및 CMX